# Mieczysław Jonikas
Mieczysław Jonikas (ur. 30 stycznia 1908 w Wilnie, zm. 1 września 1980 w Londynie) – polski pilot wojskowy, sportowy i cywilny.

## Służba wojskowa
W młodości, za II Rzeczypospolitej, odbył szkolenie na pilota myśliwskiego. Po przejściu do rezerwy został przeszkolony i pracował jako pilot samolotów pasażerskich w PLL LOT. Na stopień podporucznika został mianowany ze starszeństwem z 1 stycznia 1933 i 83. lokatą w korpusie oficerów rezerwy aeronautyki. Posiadał przydział w rezerwie do 5 pułku lotniczego w Lidzie.
W czasie II wojny światowej znalazł się w Wielkiej Brytanii, gdzie służył w 305 dywizjonie bombowym Ziemi Wielkopolskiej. Jako podporucznik pilot brał udział w pierwszej akcji bojowej dywizjonu 305 – bombardowaniu zbiorników paliwa we Vlaardingen pod Rotterdamem w nocy z 24 kwietnia na 25 kwietnia 1941 roku na samolocie Vickers Wellington Mark IC.
Brał także m.in. udział w bombardowaniu Kolonii w nocy z 30 maja na 31 maja 1942 roku na samolocie Vickers Wellington Mark II, z czego zachowały się jego wspomnienia.
O jego udziale w bombardowaniu Akwizgranu 5 października 1942 r. wspomina Henryk Kwiatkowski:

Piątego października ciągle jeszcze jako młody pilot poleciałem na wyprawę bombową z załogą zastępcy dowódcy eskadry „A” kapitana Jonikasa. Naszym celem było Aachen (Akwizgran), miasto leżące na terenie Niemiec tuż przy granicy belgijsko-holenderskiej. Wystartowaliśmy jak na pokazie, co wcale mnie nie zdziwiło, gdyż kapitan Jonikas był starym, doświadczonym pilotem – przed wybuchem wojny jako oficer rezerwy latał w Polskich Liniach Lotniczych „Lot”, a teraz brakowało mu zaledwie kilku lotów do ukończenia tury bojowej – ale później zaczął prześladować nas pech. Jeszcze nad Anglią, kiedy przechodziliśmy w pobliżu Londynu, nasza maszyna trafiła w rejon silnych wyładowań atmosferycznych. W pewnej chwili nastąpił bardzo silny błysk i huk. Okazało się, że piorun trafił w nasz samolot i spalił nadawczy aparat radiowy. Mimo iż był to wystarczający powód do zawrócenia z trasy, Jonikas zadecydował, że lecimy dalej. Pilot był spokojny, załoga też, chociaż wszyscy zdawali sobie sprawę, że w razie jakiegoś wypadku nie będziemy mogli wysłać w eter sygnałów SOS ani przekazać żadnych innych informacji.

Po wojnie służył w Royal Air Force. Przeniesiony do rezerwy 6 lipca 1951 roku w stopniu Flight Lieutenant w klasie CC (pracownik cywilny RAF, który może być powołany w razie mobilizacji).
Po wojnie mieszkał w Londynie. W 1950 roku przyjął obywatelstwo brytyjskie. Ożeniony z Marią Walerią z domu Dajkowską, z którą miał dwoje dzieci: Elżbietę i Marka (Marek Jonikas ożenił się z Barbarą Romanowicz). Mieczysław Jonikas po śmierci został pochowany na londyńskim cmentarzu Gunnersbury.

## Sport lotniczy
10 października 1931 roku w Bezmiechowej na szybowcu Czajka konstrukcji Antoniego Kocjana ustanowił rekord Polski w długości lotu szybowcem: 5 godzin i 8 minut.
W 1933 roku jako przedstawiciel aeroklubu wileńskiego brał udział w locie okrężnym dookoła Polski samolotów turystycznych w ramach V Krajowych Zawodów Lotniczych. W trakcie zawodów był sześciokrotnie zmuszony do awaryjnego lądowania. Ósmego września pod koniec etapu z Łucka do Warszawy z powodu awarii smarowania silnika Jonikas nie dotarł do warszawskiego lotniska i lądował na Mokotowie na Gliniankach w okolicy ulic Słonecznej i Belwederskiej. Następnego dnia wystartował do kolejnego etapu i ostatecznie zajął szesnaste miejsce.

## Katastrofa samolotu pasażerskiego pod Suścem
28 grudnia 1936 roku Mieczysław Jonikas pilotował dziesięciomiejscowy samolot pasażerski PLL LOT Lockheed Electra na trasie ze Lwowa do Warszawy. Z powodu złych warunków atmosferycznych i zamarzania urządzeń sterowniczych podjął próbę przymusowego lądowania w okolicy wsi Susiec w powiecie tomaszowskim. Samolot utracił sterowność i uległ zderzeniu z ziemią. W wyniku katastrofy śmierć poniosły trzy osoby, a pilot Jonikas doznał ran ciętych, zdarcia naskórka i poparzeń.

## Ordery i odznaczenia
- Krzyż Srebrny Orderu Virtuti Militari nr 9172[21]
- Krzyż Walecznych (czterokrotnie)[22]
- Srebrny Krzyż Zasługi z Mieczami[22]
- Medal Lotniczy (czterokrotnie)[22]
- Srebrny Krzyż Zasługi (16 czerwca 1939)[23]
- Krzyż Wybitnej Służby Lotniczej[10] (Wielka Brytania)